# Districte d'Adilabad
El districte d'Adilabad és una divisió administrativa de l'estat d'Andhra Pradesh, situat a l'extrem nord de l'estat amb una superfície de 16.128 km² i una població (2001) de 2.488.003 persones. El seu punt més alt és el Mahbubghat. Està irrigat pels rius Godavari, Penganga, Wardha i Pranahita. El 17% de la població és tribal.
El districte d'Adilabad està dividit en 52 mandals i 1.743 pobles. Les municipalitat són 7 i a efectes administratius hi ha 5 divisions: 
1. Adilabad
2. Nirmal
3. Utnoor
4. Asifabad
5. Mancherial.

## Llista delsMandals
Els 51 mandals són
1. Adilabad
2. Asifabad
3. Bazarhathnoor
4. Bejjur
5. Bellampalle
6. Bhainsa
7. Bheemini
8. Boath
9. Chennur
10. Dahegaon
11. Dandepalle
12. Dilawarpur
13. Gudihathnur
14. Ichoda
15. Inderavelly
16. Jainad
17. Jainoor
18. Jaipur
19. Jannaram
20. Kaddam Peddur
21. Kagaznagar
22. Kasipet
23. Kerameri
24. Khanapur
25. Kotapalle
26. Kouthala
27. Kubeer
28. Kuntala
29. Lakshettipet
30. Laxmanchanda
31. Lokeswaram
32. Mamda
33. Mancherial
34. Mandamarri
35. Mudhole
36. Narnoor
37. Nennal
38. Neradigonda
39. Nirmal
40. Rebbena
41. Sarangapur
42. Sirpur T
43. Sirpur U
44. Talamadugu
45. Tamsi
46. Tandur
47. Tanur
48. Tiryani
49. Utnur
50. Vemanpalle
51. Wankdi.

## Història
En el període britànic fou primer capital d'un subdistricte anomenat Sirpur Tandur de la divisió de Warangal (1872), que estava formada per les talukes de Edlabad, Rajura i Sirpur i diversos jagir; el 1905 es va convertir en districte d'Adilabad, engrandit amb les talukes de Nirmal i Narsapur del districte d'Indur (o districte de Nizamabad) i les de Chinnur i Lakhsetipet, del districte de Karimnagar (o districte d'Elgandal); part de la taluka d'Edlabad van formar la nova taluka, Kinwat (una part de Narsapur es va incorporar a Nirmal). Una nova taluka, Jangaon, es va formar entre 
Sirpur i Lakhsetipet, amb pobles d'aquestes dues.
El riu Penganga el separava de Berar a l'oest i nord, i els rius Wardha i Pranahita del districte de Chanda a les Províncies Centrals (nord-est i est); la superfície era de 19.173 km². La serralada de Satmala creuava el districte del nord-oest al sud-est. Els rius principals eren el Godavari i el Penganga. La població el 1901 era de 477.848 habitants. Estava dividit en vuit taluks: Adilabad, Sirpur, Rajura, Nirmal, Kinwat, Chinnur, Lakhsetipet i Jangaon. La població era hindú en un 80%, i 10% de gonds tribals.
El taluk d'Adilabad tenia una superfície de 5.749 km² amb 112.314 habitants el 1901. La capital era igualment Adilabad i tenia 420 pobles dels quals 30 eren jagirs. El taluk va perdre part del seu territori el 1905 en favor del taluk de Kinwat (creat aquell any).
El districte està seriosament afectat per la lluita dels naxalites.